# Sinan Sakić
Pour les articles homonymes, voir Sakic.
Sinan Sakić, dit Siki, est un chanteur populaire de folk, de chalga et de turbo folk, serbe d'origine rom, né le 13 octobre 1956 à Loznica (Serbie, Yougoslavie) et mort le 1er juin 2018 à Belgrade (Serbie).

## Biographie
Sinan Sakić a commencé sa carrière en 1978. Sa chanson la plus connue est Hej otkad sam se rodio. Il a vendu environ 10 millions de disques au cours de sa carrière.

## Discographie
- Mala Šemsa (compilation de singles sortis en 1978–1981)
- Miko, druže moj (1982)
- Što me pitaš kako živim (1983)
- Pogledaj me (1984)
- Reci sve želje (1985)
- Pusti me da živim (1986)
- Svi grešimo (1987)
- Čaša po čaša (1988)
- Reci čašo (1989)
- Kad se vrate skitnice (1990)
- Na Balkanu (1991)
- Ljubila me ta žena (1992)
- Korak do sna (1993)
- U meni potraži spas (1994)
- Ruža i trn (1995)
- Zoko, moja Zoko (1996)
- Dodirni me (1997)
- Drž’ se Mile još si živ (1998)
- Ne, ne daj da te ljubi (2000)
- Gradom se Sapuce (2001)
- Na eks (2002)
- Emotivac (2005)
- To je moj život (2009)
- Šalu na stranu (2011)
- Jedina (2014)
- To Si T (2022)